# Estrela circumpolar

As estrelas circumpolares girando ao redor do polo celeste norte. Note que Polaris, a estrela mais brilhante próxima ao centro, quase não se move. Polaris é circumpolar e pode ser vista durante o ano inteiro (essa representação mostra como a posição aparente das estrelas muda no decorrer de um período de 24 horas, mas na prática elas não são visíveis durante as horas de Sol.)

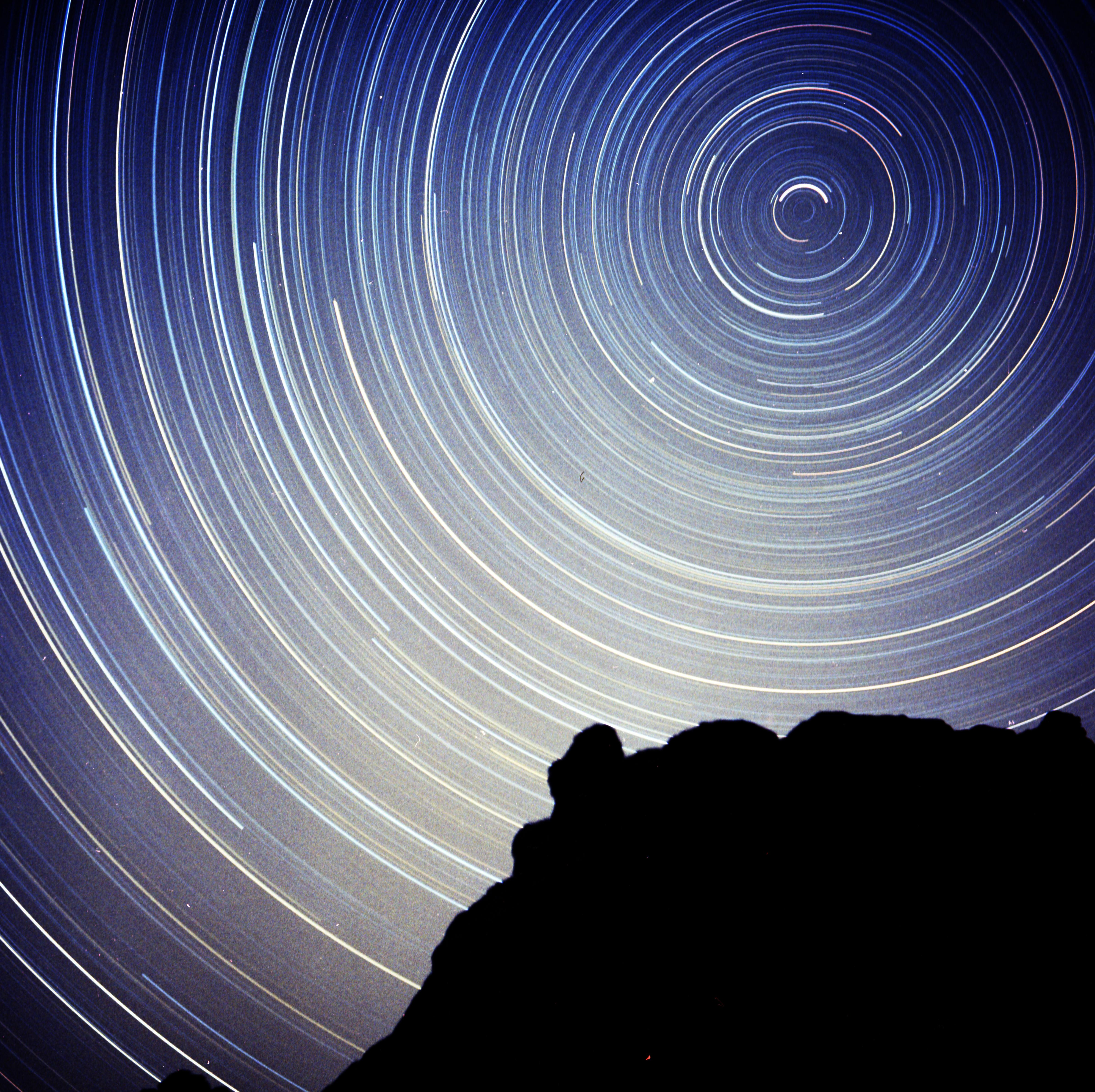
A Estrela do Norte e as estrelas circumpolares em uma fotografia obtida pela exposição de várias horas. Note que as estrelas mais próximas ao polo celestial percorrem um caminho menor durante o tempo de exposição.

Uma estrela circumpolar é uma estrela que, vista de determinada latitude da Terra, nunca se põe, isto é, nunca desaparece abaixo do horizonte devido à sua proximidade a um dos polos celestes. Estrelas circumpolares são, portanto, visíveis a partir desse local durante toda a noite, cada noite do ano, e seriam sempre visíveis durante o dia, se não fossem ofuscadas pelo brilho do Sol. Para um observador a uma latitude de 40 ° são circumpolares todas as que ficam abaixo dos 40 graus ao norte do polo, da mesma forma são circumpolares as estrelas entre -40 ° e o polo sul para um observador na latitude -40 °.
Todas as estrelas circumpolares se situam dentro de um círculo circumpolar. Este foi, de fato, o significado original do nome do Círculo Polar Ártico, antes deste ter o significado geográfico atual. Este nome quer dizer "Círculo dos Ursos" devido às constelações da Ursa Maior e Ursa Menor, tirado do grego ρκτικός (Arktika), "perto da Ursa Maior", e este de άρκτος (Arktos) 'urso'. Os egípcios conheciam as estrelas circumpolares, as quais designaram como as estrelas que não conhecem a fadiga e as estrelas que não conhecem a destruição. A partir dessas observações, identificava-se os céus do norte como uma região na qual não poderia haver morte, o país onde se desfrutava de uma vida eterna e feliz. As estrelas não circumpolares, o sol e os planetas descrevem apenas parte de um círculo, cortando o horizonte em dois pontos: o nascer do sol e pôr-do-sol.

## Explicação
Como a Terra gira diariamente ao redor de seu eixo, as estrelas parecem circundar um dos polos celestes (o polo norte celeste para observadores no hemisfério norte ou o polo sul celeste para observadores no hemisfério sul). As estrelas mais distantes de um polo celestial parecem perfazer grandes círculos, já as estrelas localizadas próximo ao polo celestial parecem rodar em círculos pequenos e, portanto, aparentam não ter movimento diurno. Dependendo da latitude do observador na Terra, algumas estrelas - as circumpolares - se situam perto o suficiente do polo celeste para permanecer continuamente acima do horizonte, enquanto outras estrelas se ocultam no horizonte no seu trajeto diário, e por fim, há outras que permanecem permanentemente abaixo do horizonte.
As estrelas circumpolares parecem se situar dentro de um círculo centrado no polo celestial e tangencial ao horizonte. No Polo Norte da Terra, o polo norte celeste se encontra diretamente acima, e todas as estrelas que são visíveis são todas as estrelas do hemisfério norte celeste e todas são circumpolares. Na medida em que um observador se desloca para o sul, o polo norte celeste se move em direção ao horizonte norte e as estrelas que estão dentro deste polo começam a desaparecer abaixo do horizonte em parte de seu trajeto diário, e o círculo contendo as estrelas que continuam circumpolares se torna cada vez menor. No Equador da Terra, este círculo desaparece para um único ponto - o polo celeste em si - que está no horizonte e, portanto, não há nenhuma estrela circumpolar.
À medida que um observador viaja rumo ao sul do Equador esta situação começa a se inverter. O polo sul celeste parece cada vez mais alto no céu, e todas as estrelas de um círculo cada vez maior centrado no polo são circumpolares. A ampliação do círculo continua até que se alcança o Polo Sul da Terra, onde, mais uma vez, todas as estrelas visíveis são circumpolares.
O polo norte celestial está localizado muito perto da Estrela Polar (Polaris ou Estrela do Norte), de modo que a partir do hemisfério norte circumpolar todas as estrelas parecem girar em torno de Polaris. Polaris permanece quase imóvel, sempre no norte (ou seja, o azimute é de 0 °), e sempre na mesma altitude (ângulo do horizonte), igual à latitude do ponto de observação da Terra.

## Definição de estrelas circumpolares
As circunstâncias que tornam uma estrela circumpolar dependem apenas do hemisfério e latitude do observador. Como a altura do polo norte celeste ou do polo sul celeste é a mesma que a latitude do observador , qualquer estrela cuja posição do polo é menor que a latitude, é circumpolar e nunca se põe abaixo do horizonte. Por exemplo, se a observação for feita na latitude 45 ° N e estiver orientada a norte estrelas circumpolares serão aquelas que se encontrarem a menos de 45 º do polo celestial norte. Se latitude do observador for -35 ° S e estiver voltada para o sul, as estrelas dentro de 35 ° a partir do polo sul celeste serão circumpolares. As estrelas situadas no equador celeste nunca são circumpolares, independentemente da latitude ou os hemisférios da Terra a partir dos quais são observadas.
É possível calcular se uma estrela é circumpolar (ou não) na latitude do observador, sabendo-se a declinação da estrela (δ). Para as estrelas no Norte, calcula-se 90 ° - δ. • Por exemplo, se a declinação é Dubhe / Ursa Majoris α 61 ° 45 ', esta estrela é circumpolar em qualquer lugar a norte da latitude 28 ° 15'. Para as estrelas do Sul, calcula-se 90 ° + δ. • Por exemplo, se a declinação de Alpha Centauri é de -60 ° 50 ', esta estrela é circumpolar em qualquer lugar ao sul da latitude -29 ° 10'. Os resultados calculados acima também podem determinar se uma estrela se ascenderá acima do horizonte local. Usando os resultados anteriores; • Dubhe será visível para o horizonte do norte em qualquer lugar ao norte da latitude -28 ° 15 '. Da mesma forma, • Alpha Centauri é visível em direção ao horizonte sul em qualquer lugar ao sul da latitude 29 ° 10 '. (Δ + 90 °)
Algumas estrelas das constelações situadas mais ao norte, como Cassiopeia, Cefeu, Ursa Maior e Ursa Menor, aproximadamente ao norte do Trópico de Câncer (23 ½ °), são as estrelas circumpolares, que nunca se levantam ou se põem.
Para os observadores britânicos, por exemplo, as estrelas de primeira magnitude Capella (declinação +45 ° 59) e Deneb (45 ° 16 ') não se ocultam em qualquer lugar do país. Vega (38 ° 47 ') é tecnicamente circumpolar a norte da latitude 51 ° 13' (sul de Londres), levando em conta a refração atmosférica é provável que ela se oculte apenas no nível do mar na Cornuália e nas Ilhas Scilly. Algumas estrelas nas constelações do sul, como Crux, Musca e Hydrus, próximo ao sul do Trópico de Capricórnio (-23 ½ °), também são estrelas circumpolares.
Estrelas (e constelações) que são circumpolares em um hemisfério são sempre invisíveis nas altas latitudes do hemisfério oposto, nunca subindo acima do horizonte. Por exemplo, a constelação circumpolar no hemisfério sul Crux, é invisível na maior parte dos Estados Unidos continentais, do mesmo modo, as sete estrelas do asterismo Grande Carro visíveis no hemisfério norte são invisíveis na região da Patagônia, na América do Sul.